# Friedrich Olbricht
Friedrich Olbricht (Leisnig, 4 ottobre 1888 – Berlino, 21 luglio 1944) è stato un generale tedesco, compartecipe dell'attentato a Hitler del 20 luglio 1944.

## Biografia

### Carriera

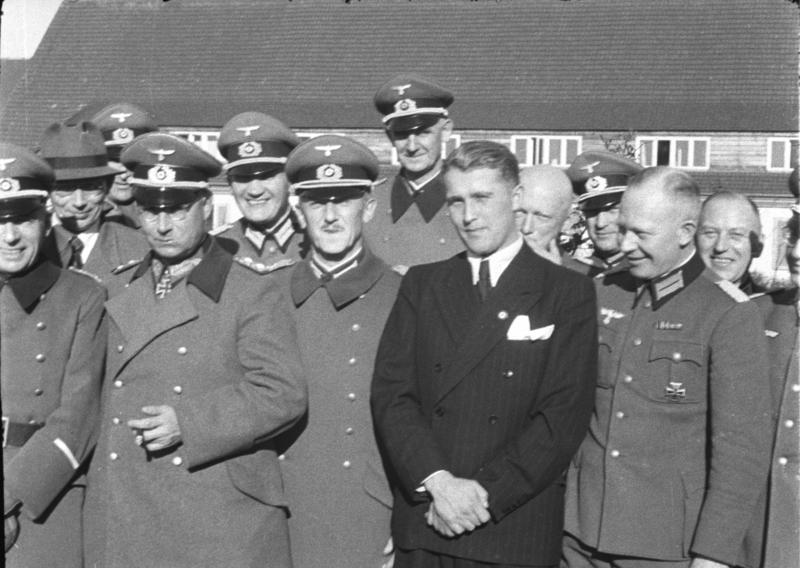
Il generale Olbricht (secondo da sinistra), nel 1941, nella base di sperimentazione missilistica di Peenemünde, insieme a Wernher von Braun (in abiti civili).

Friedrich Olbricht nacque a Leisnig, in Sassonia. Suo padre, Richard Olbricht, era professore di matematica. Terminati gli studi, nel 1907 si arruolò nel 106º Reggimento di fanteria a Lipsia con il grado di sottotenente. Combatté nella prima guerra mondiale ed in seguito, promosso al rango di capitano, entrò nella Reichswehr, il cui potenziale bellico era stato notevolmente ridotto, in conformità alle imposizioni del Trattato di Versailles del 1919. Successivamente si sposò con Eva Koeppel, la quale gli diede un figlio ed una figlia.
La sua sfiducia per il nazismo fu chiara subito, soprattutto dopo il Putsch di Monaco del 1923. Si schierò allora al fianco di Hans Oster, Erwin von Witzleben e Georg Thomas, i quali avevano preso le distanze dal nuovo movimento nazional-socialista, preoccupati per il fascino che quest'ultimo esercitava su numerosi militari. Nel 1926 ricoprì il ruolo di responsabile del "Dipartimento degli affari militari esteri", presso il Ministero degli Esteri del Reich. Nel 1933, fu nominato comandante in capo della divisione di Dresda.
Nei giorni successivi la Notte dei lunghi coltelli, riuscì a salvare numerosi uomini, già arrestati e prossimi all'esecuzione, assegnando loro, sotto protettorato militare, incarichi politico-militari. Nel 1935 fu promosso al grado di capo di stato maggiore del IV Corpo d'armata di stanza a Dresda e nel 1938 diventò comandante della 4ª Divisione Fanteria. Lo stesso anno tentò, senza successo, la reintegrazione del generale Werner von Fritsch, costretto a cedere la sua carica a causa di un'accusa di omosessualità (vedi anche Scandalo Fritsch-Blomberg).

### Seconda guerra mondiale
Allo scoppio della seconda guerra mondiale (1º settembre 1939) Olbricht guidò la 24ª Divisione fanteria nella Campagna di Polonia. Condusse la divisione al fronte, creando una sorta di "Unità motorizzata", caricando le truppe su vetture, così da effettuare spostamenti rapidi attraverso importanti viadotti, prima che venissero distrutti dal nemico. Per il suo valore e la sua abilità di mobilitazione, fu decorato con la Croce di Ferro al valor militare. Il 15 febbraio 1940, fu promosso generale di fanteria e nominato capo dell'Ufficio affari generali dell'Esercito presso l'Oberkommando des Heeres, ed, in seguito comandante della riserva dell'esercito presso l'Oberkommando der Wehrmacht.

### Il complotto
Dall'inverno del 1941 curò la stesura dell'Operazione Valchiria, piano militare a cui ricorrere, almeno apparentemente, in caso di rivolte intestine, ma che, in realtà, costituì l'ossatura del fallimentare colpo di stato. In collaborazione con i circoli di opposizione, orbitanti attorno alla figura del colonnello-generale Ludwig Beck, dell'ex borgomastro di Lipsia Carl Friedrich Goerdeler e del maggior generale Henning von Tresckow, organizzò attentati alla vita di Adolf Hitler, al fine di deporre il regime nazista. Nel 1943, ordinò il trasferimento del colonnello Claus Schenk von Stauffenberg presso il suo ufficio all'Alto comando. Costui sarebbe diventato la figura chiave del complotto ed ebbe l'incarico di piazzare una bomba direttamente nella Tana del Lupo.
Il giorno del colpo di Stato, 20 luglio 1944, Olbricht ed il colonnello Albrecht Ritter Mertz von Quirnheim diedero il via all'operazione Valchiria, mobilitando la Riserva. Tuttavia, quando fu chiaro che la bomba piazzata da Stauffenberg non aveva ucciso il Führer, il tentativo di prendere possesso dei luoghi chiave a Berlino (come ad esempio la sede del Governo, il Ministero degli Interni, il Quartier generale delle SS), assieme a tutti i suoi distretti, fallì.
I Nazisti riuscirono a riprendere il controllo in poche ore, grazie alle truppe rimaste fedeli al regime. Alle 21:00 dello stesso giorno, soldati del distaccamento di Berlino arrestarono Olbricht e numerosi cospiratori. Il colonnello generale Friedrich Fromm convocò una sommaria corte marziale. Olbricht, Quirnheim, Haeften e Stauffenberg furono condotti nel cortile del Benderblock e giustiziati da un plotone d'esecuzione (il colonnello generale Ludwig Beck invece tentò inutilmente di suicidarsi, ricevendo il colpo di grazia solo dopo la fucilazione degli altri). Heinrich Himmler lo rimpiazzò con il generale Hans Jüttner.

## Filmografia
- Nel film tv del 1967, Il complotto di luglio, fu impersonato dall'attore Tino Carraro.
- Nella serie del 1990, The Plot to Kill Hitler, fu impersonato dall'attore Michael Byrne.
- Nel film tv del 2004, Stauffenberg - Attentato a Hitler, fu impersonato dall'attore Rainer Bock.
- Nel film del 2008, Operazione Valchiria, fu impersonato dall'attore Bill Nighy.